# Gagea polidorii
Espèce
Gagea ×polidorii est une espèce de plantes à bulbe du genre des gagées et de la famille des Liliacées.
Elle a été décrite par Jean-Marc Tison en 2004 dans la revue Acta Botanica Gallica. Elle est dédiée à Jean-Louis Polidori, le premier botaniste a l'avoir remarquée sur le terrain. Cette espèce est peut-être un hybride ancien entre Gagea fragifera et Gagea villosa. Mais sa stabilité permet de le considérer comme une espèce.
Elle a été trouvée dans quatre stations : une dans les Alpes-Maritimes, une dans les Hautes Alpes, une en Corse et une autre en Italie. L'holotype a été récolté en juin 1999 dans la première station.

## Publication
- (fr + la) Jean-Marc Tison, « Gagea polidorii J.M. Tison, espèce méconnue du sud-ouest des Alpes et des Apennins », Acta Botanica Gallica, vol. 151, no 3,‎ 2004, p. 319-326 (DOI 10.1080/12538078.2004.10515433, lire en ligne)